# Chramosty
Chramosty jsou vesnice, část obce Dublovice v okrese Příbram ve Středočeském kraji. Nachází se asi dva kilometry západně od Dublovic. Vesnicí protéká Střihlý potok. Je zde evidováno 112 adres. V roce 2011 zde trvale žilo 76 obyvatel.
Chramosty jsou také název katastrálního území o rozloze 5,53 km².

## Poloha
Chramosty leží asi tři kilometry západně od Dublovic a jeden kilometr jihozápadně od návrší Brdce (424 metrů), jehož jméno zřejmě připomíná, že se ve zdejších lesích kdysi pěstovalo brtnictví čili včelařství. Vede sem silnice z Dublovic vystavěná v roku 1931.
Na západ a jih se rozkládají chlumecké lesy, zabírající téměř polovinu chramostské katastrální výměry. V těch je blízko silnice mezi Třebnicemi a Svatým Janem ukryta jako samota čp. 28 Jezvinka patřící k Chramostům. Asi 300 metrů západně od Jezvinky stojí v lese u silnice kaplička. Má ve výklenku mariánský obraz, nahoře širokou a okrouhlou římsu a na taškové stříšce železný křížek. Mezi Jezvinkou a Štilečkem teče k severu romantickým údolím okolo mlýna Mleče a Podlipí Jezvinský potok a spojuje se jihozápadně od Chramost s Brzinou. Na pravém břehu Brziny je mlýn U Hradilů a nedaleko další chramostská samota o 3 číslech – Mečkov. Býval tu původně statek, jež v dávných dobách založil zeman Meček. Ze statku později zřídila chlumecká vrchnost myslivnu. Od mlýna U Hradilů na sever je čtvrtá samota, patřící k Chramostům – Stehlíkův mlýn. Na pravém břehu Brziny bylo rozloženo pět stavení, zvaných Samoty. Poslední částí Chramost byl domek ve skále na severním konci osady u lomu Ludvíka Šaldy z Prahy.
Mezi vesnicemi Chramosty a Líchovy se nachází komplex pastvin, které ukazují krajinu Sedlčanska v době dávno minulé. Díky zachovalosti zdejší přírody zde rostou některé vzácnější rostliny – například sléz velkokvětý či česnek viničný. Z ptáků hnízdí v porostech trnek pěnice vlašská a slavík obecný, hojná je křepelka polní. Na písčitých stráních je běžné saranče modrokřídlá. Zjištěny byly dva druhy zlatohlávků.

## Název
Chramosty jsou prastarou osadou a jmenovaly se dříve Chromosty. Jméno dostaly Chramosty pravděpodobně podle lesa a lesních stromů – chramosta - ten, kdo dělá hřmot, ale též chrust, chrastí, houští.

## Historie
První písemná zmínka o vesnici pochází z roku 1352. Od 14. století patřily sedlčanským pánům z Rožumberka, od roku 1580 Jakubu Krčínovi z Jelčan na Sedlčanech a po jeho smrti roku 1604 Polyxeně z Rožumberka, provdané za Zdeňka Vojtěcha z Lobkovic na Chlumci a Jistebnici. Při panství chlumeckém zůstaly již trvale až do zrušení roboty.
V Chramostech byl v roce 1930 kromě dvou mlynářů i řezník, hostinec s trafikou a smíšený obchod. Od roku 1912 je zde sbor dobrovolných hasičů. Od roku 1920 má obec knihovnu a od roku 1929 kroniku. Knihovníkem býval Antonín Krameš a kronikářem Antonín Katič, který kroniku založil. Za zmínku stojí, že páni Novák a Pípota, když kopali trativod na Kopkově louce „Ve Vorli“, našli staré stříbrné peníze. Několik z nich je ve sbírkách muzea Sedlčany.

## Obyvatelstvo
| Rok            | 1869 | 1880 | 1890 | 1900 | 1910 | 1921 | 1930 | 1950 | 1961 | 1970 | 1980 | 1991 | 2001 | 2011 | 2021 |
| -------------- | ---- | ---- | ---- | ---- | ---- | ---- | ---- | ---- | ---- | ---- | ---- | ---- | ---- | ---- | ---- |
| Počet obyvatel | 232  | 251  | 265  | 255  | 228  | 223  | 198  | 170  | 145  | 108  | 87   | 64   | 55   | 76   | 99   |
| Počet domů     | 31   | 35   | 39   | 41   | 40   | 41   | 44   | 43   | 38   | 34   | 27   | 29   | 37   | 37   | 43   |

## Obecní správa
Při sčítání lidu v letech 1850–1920 Chramosty byly osadou obce Dublovice v okrese Sedlčany. V letech 1921–1975 byly samostatnou obcí, se kterým patřily nejprve do okresu Sedlčany, ale od roku 1960 v okrese Příbram. Od 1. ledna 1976 jsou opět částí obce Dublovice v okrese Příbram.

## Pamětihodnosti

### Kaplička na návsi
Na návsi si osadníci vystavěli roku 1868 úhlednou zvoničku – jak ukazuje letopočet nad dveřmi na štítku. Je zděná, má na jižní straně vchod, ozdobený po stranách z malby vyčnívajícími sloupky, nad ním polokruhové okénko s obloukovitou římsou. Na ostatních stranách ve výklencích, dřevěnou mřížkou uzavřených, sošky mariánské, svatého Jana, svaté Anny a Panny Marie. Tašková střecha podoby komolého jehlanu je nad římsou poněkud prohnutá a má dřevěnou věžičku s plechovou stříškou křížkem zakončenou a v ní zvonek – klekáníček. U zvoničky stojí na východní straně na žulovém podstavci litý železný kříž. Nápis kdysi pozlacený je nyní již nečitelný. Křížek prý před ohněm roku 1872 stával více k východu tam, kde je nyní zahrádka domku čp. 32.

### Trmalova kaplička
Kaplička při cestě od Dublovic je celá zděná, nahoře má prohnutou římsu, proti západní straně malou niku, která je prázdná, kryta je taškovou střechu s železným křížkem na vrcholu. Vpředu ve velkém zamřížovaném výklenku stojí dřevěná socha sv. Jana Nepomuckého. Udeří-li se kamenem do drnu u kapličky, ozve se dunivá rána, jako by pod kapličkou bylo nějaké sklepení, jeskyně nebo nějaká větší dutina v zemi. Od kapličky je pěkný výhled na východ a na západ. V těchto místech údajně měli ležení Švédové, když jejich vojska roku 1645 táhla na Vídeň.

### Bláhův kříž
Stojí na západní straně vsi na rozcestí ke mlýnu Hradilovu a Stehlíkovu. Je to vysoký kříž, celý ze žuly, zdobený nahoře rovnoramenným křížkem ve věnečku, uprostřed kalichem a dole s písmeny „IHS“ a letopočtem 1868. Kříž dal postavit František Bláha, rolník z Chramost č. 4 na památku své sestry Marie, která nedaleko odsud v lomu na hlínu byla zasypána ve svých 36 letech dne 10. července 1868 a zahynula.

### Janderův kříž
Kříž stojí u cesty na východ od Chramost poblíž lomu. Je vysoký, celý žulový, nahoře ozdobený vytesaným srdcem. Tělo ukřižovaného Krista na něm již není. Na hořejším dílu podstavce je vysekán neumělým písmem tento nápis: „frac. jandera-zakla-datel-toho-svateho-kříže-1857“. Na spodním podstavci je vytesán letopočet 1853.

### Lomy
Na severním konci osady je lom Ludvíka Šaldy z Prahy. Lámala se zde od roku 1885 tmavomodrá, středně zrnitá, velmi tvrdá a leštitelná žula. Kvádry z něj byly použity na mostech Jiráskově a Na Maninách v Praze, na schodiště Zemské banky a na sarkofágy v Paříži. Na západě je zatopený lom F. Hesa a na pozemku „V pahrbcích“ je další opuštěný lom Antonína Jarůška.

## Galerie

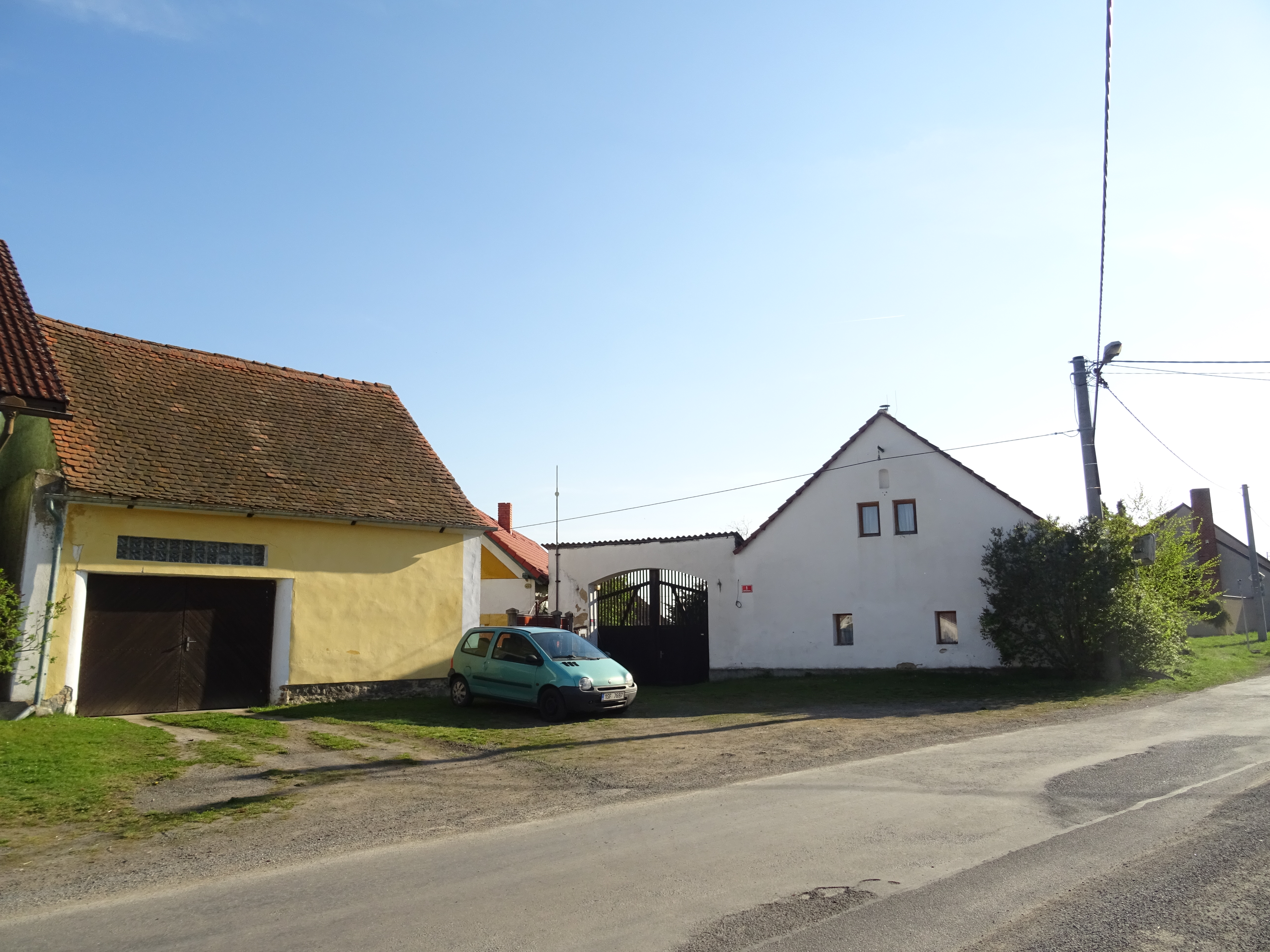
Stodola a dům
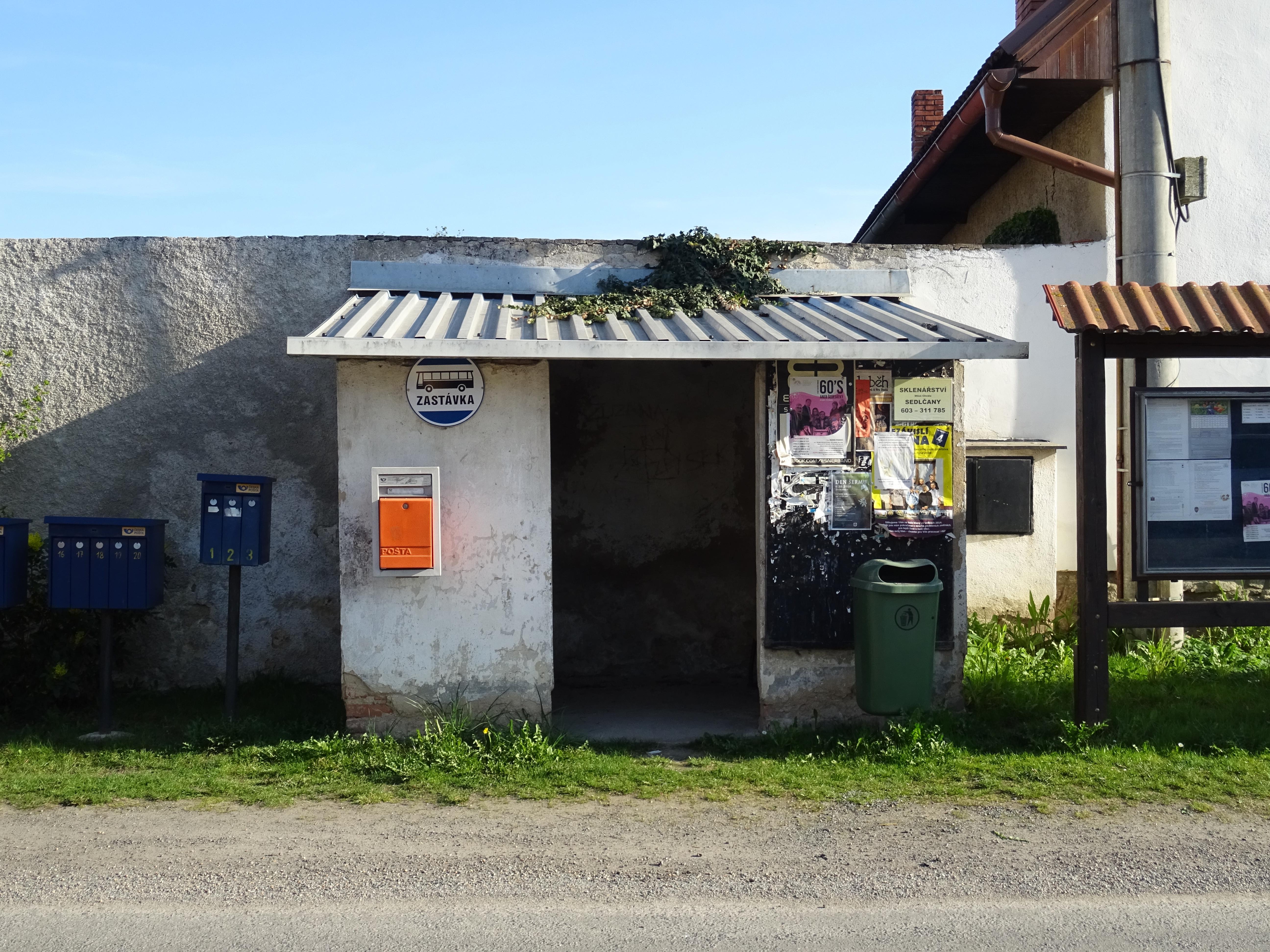
Autobusová zastávka
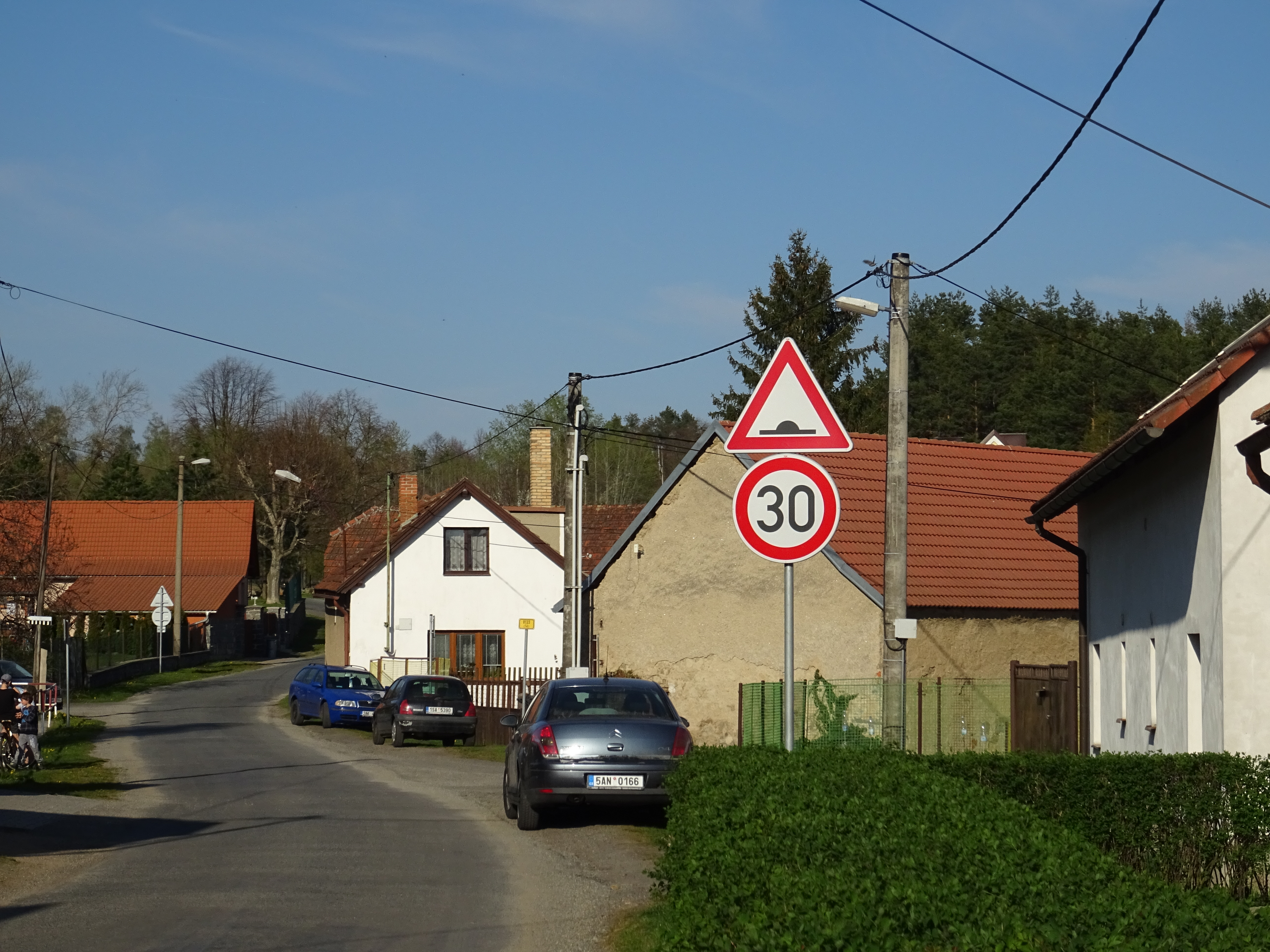
Ulice s domy
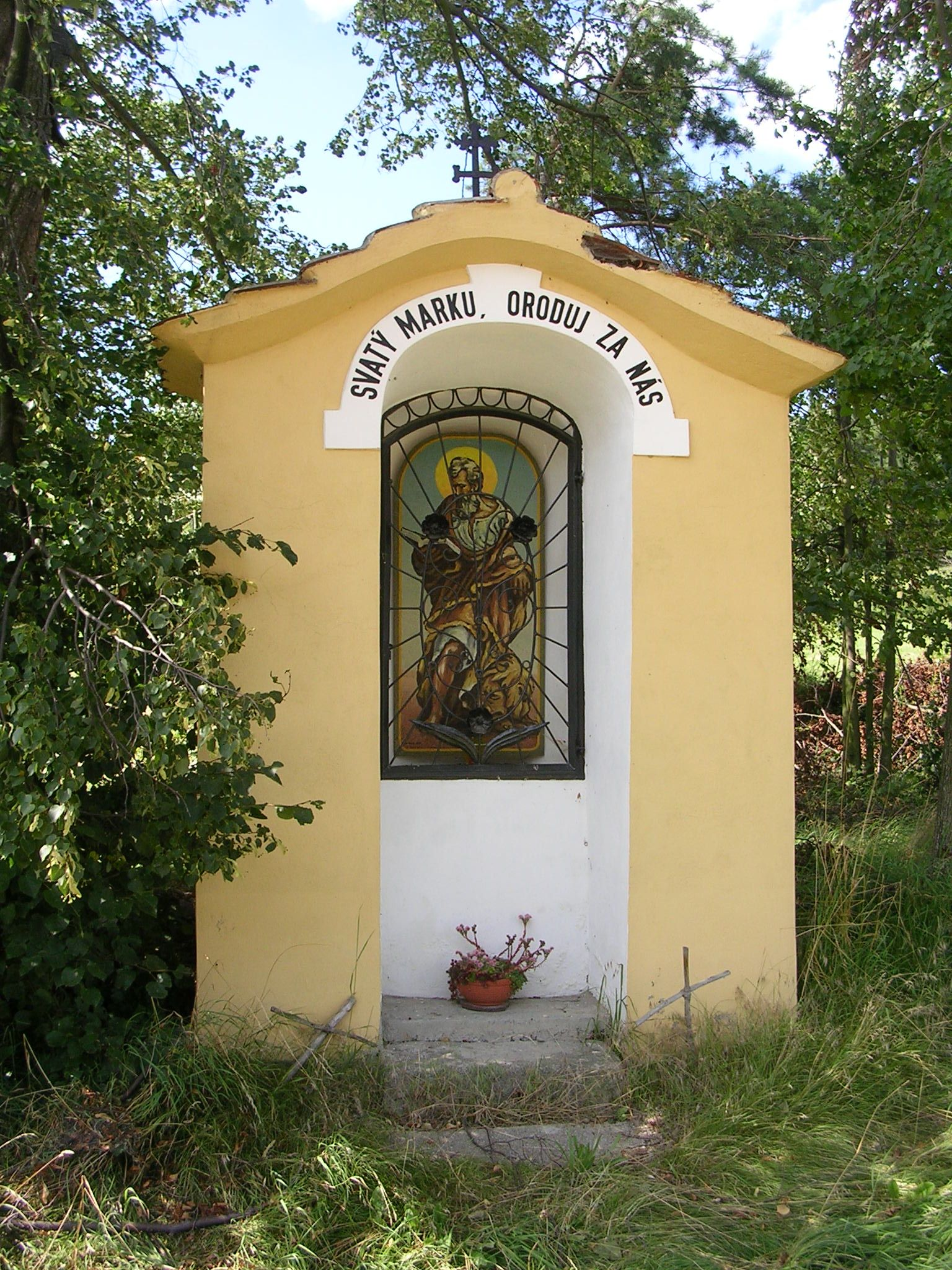
Kaple svatého Marka